# Jaroslav Sůra
Jaroslav Sůra (* 31. März 1929 in Prag; † 24. Mai 2011) war ein tschechischer Maler, Illustrator und Grafiker. Er war Mitglied mehrerer Künstlervereinigungen.
Sůra widmete sich der Malerei, der Grafik, der Plakatillustration und dem Grafikdesign. Bekannt sind davon vor allem seine Theater-Plakate.

## Biografie
Jaroslav Sůra lebte bis 1945 in Křivsoudov bei Blaník, da sein Vater in diesem Ort Dorfschullehrer war. Er hat Jaroslav Sůras Lebensweg als Maler stark beeinflusst.
Nach 1945 besuchte Jaroslav bis 1948 eine weiterführende Schule für Grafik und danach bis 1954 die Kunstgewerbeschule in Prag, in der er 1953 ein freiwilliges Jahr absolvierte.
Sůra lebte und arbeitete zuletzt in Prag. An den Werken, die in seiner Atelierwohnung entstanden, war auch seine Frau beteiligt.

## Werk
Jaroslav Sůra stellte seit 1954 aus. Seitdem hatte er 40 eigene Ausstellungen im In- und Ausland und war an ungefähr 600 Ausstellungen in Tschechien aber auch weltweit vertreten. Er gestaltete und illustrierte 250 Buchtitel und ist Autor von etwa 500 Theater- und Opernplakaten.
Sůra hat für sein künstlerisches Schaffen zahlreiche Preise gewonnen, darunter auch 18 erste.
Neben zahlreichen Institutionen im heutigen Tschechien, insbesondere in Prag, hatte Sůra unter anderem Ausstellungen in folgenden Einrichtungen
- Oxford University Gallery
- Museum für Gestaltung Zürich
- Lahti Art Museum
- Galleria La Soffitta, Florenz
- Lord’s Gallery, London
- Art Centre Plymouth
- The Izrael Museum, Jerusalem
- Ogaki Poster Museum
- The Bowes Museum, Durham
- College of Art and Design, Boston
- North Carolina Museum of Art, Raleigh
- People’s Gallery, Los Angeles
- The Museum of Modern Art, Toyama
- State University of New York at Fredonia
- Library of Congress, Washington, D. C.
- Museum of Modern Art, New York City

In folgenden Sammlungen sind seine Werke vertreten
- Museum of Modern Art, New York City
- Library of Congress, Washington, D. C.
- Museum of Modern Art, Toyama
- Galleria la Soffitta, Florenz
- Lord’s Gallery, London
- Israel Museum, Jerusalem
- Museum für Gestaltung Zürich

Die Plakate wurden unter anderem erstellt für
- die Tschechische Philharmonie
- das Nationaltheater
- das Südböhmische Theater in České Budějovice
- das Chopin-Festival in Marienbad
- das Folklore-Festival in Strážnice
- den Tschechoslowakischen Staatsfilm

Außerdem entwickelte er mehr als 80 Zeichen, Symbole und Logos für das Tschechoslowakische Fernsehen, die tschechische Philharmonie und diverse Festivals. Sůra hat eine nicht überschaubare Menge an Zeichnungen, Bildern und Graphiken erstellt.

### Ausstellungen
- 5. Internationale Biennale der Gemälde, Pilzen 2006
- Wettbewerb des 6. Internationalen Poster-Gedenktag in Toyama, Japan
- Coexistence – Eine weltweit wandernde Ausstellung

| Personendaten    | Personendaten                                 |
| ---------------- | --------------------------------------------- |
| NAME             | Sůra, Jaroslav                                |
| KURZBESCHREIBUNG | tschechischer Maler, Illustrator und Grafiker |
| GEBURTSDATUM     | 31. März 1929                                 |
| GEBURTSORT       | Prag, Tschechoslowakei                        |
| STERBEDATUM      | 24. Mai 2011                                  |